# Terrou
Terrou é uma comuna francesa na região administrativa de Occitânia, no departamento de Lot. Estende-se por uma área de 9,94 km². Em 2010 a comuna tinha 214 habitantes (densidade: 21,5 hab./km²).